# God afton, Herr Wallenberg
God afton, Herr Wallenberg é um filme de drama húngaro-noruego-sueco de 1990 dirigido e escrito por Kjell Grede. 
Foi selecionado como representante da Suécia à edição do Oscar 1991, organizada pela Academia de Artes e Ciências Cinematográficas.

## Elenco
- Stellan Skarsgård - Raoul Wallenberg
- Katharina Thalbach - Mária
- Károly Eperjes - László Szamosi
- Miklós Székely B. - Ferenc Moser
- Erland Josephson - Rabbi
- Franciszek Pieczka - Papa